# Iisus (film din 1979)
Iisus (titlu original: Jesus) este un film americano-britanico-australian din 1979 regizat de Peter Sykes, John Krish și John Heyman (ultimul nemenționat). În rolurile principale joacă actorii Brian Deacon, Yosef Shiloach și Rivka Neumann. Filmările au avut loc în Israel.

## Prezentare
Filmul prezintă viața lui Iisus Hristos așa cum apare în Evanghelia după Luca.

## Istorie
Originile filmului datează din 1945, când un om de afaceri pe nume Bill Bright a dorit să finanțeze în particular un film despre viața lui Iisus Hristos, care să fie distractiv, cu acuratețe biblică și care să poată fi tradus în alte limbi decât engleza. Decât să facă un film  în acel moment, Bright a ales să fondeze o misiune creștină pentru studenți numită Campus Crusade for Christ în 1951.
În 1976, după ce influența Campus Crusade for Christ s-a răspândit dincolo de campusurile universitare sportive, pe piață și în alte aspecte ale societății, Bright și-a îndreptat atenția din nou către film. Producătorul hollywoodian britanic de origine germană John Heyman a fost abordat de către Bright pentru finanțarea unui proiect care să pună întreaga Biblie pe marele ecran. Proiectul a fost în cele din urmă redus la doar o carte a Bibliei, Evanghelia după Luca și a fost finanțat în principal de susținătorii Campus Crusade Bunker & Caroline Hunt (o companie petrolieră americană) cu suma de 6 milioane dolari. 
O echipă de 500 de cercetători și lideri de organizaților laice și creștine au început să cerceteze elemente istorice pentru realizarea unui film despre Iisus. Filmările au avut loc pe parcursul a mai multe luni în întregul Orient Mijlociu.

## Distribuție
- Brian Deacon ca Iisus
- Rivka Neuman ca Marie
- Alexander Scourby ca Luca (voce)
- Niko Nitai ca Sfântul Petru
- Joseph Shiloach ca Iosif din Nazaret
- Ori Levy ca Caiafa
- Richard Perteson ca Irod Antipa
- Peter Frye ca Ponct din Pilat
- Elie Danker ca Iuda Iscarioteanul
- Nisim  Gerama ca Toma
- Mili Mfir ca Simon fariseul
- Talia Shapira ca Maria Magdalena
- Elie Cohen ca Ioan Botezătorul
- Mili Rafi ca Simon zelotul
- Gad Roll ca  Apostolul Andrei
- Shamuel Tal ca  Ioan Apostolul
- Michael Warshaviak ca Bartolomeu

## Vezi și
- Isus din Nazaret (film)
- Iisus (film din 1999)
- Listă de filme creștine
- Listă de actori care l-au portretizat pe Iisus